# Amt Schkeuditz

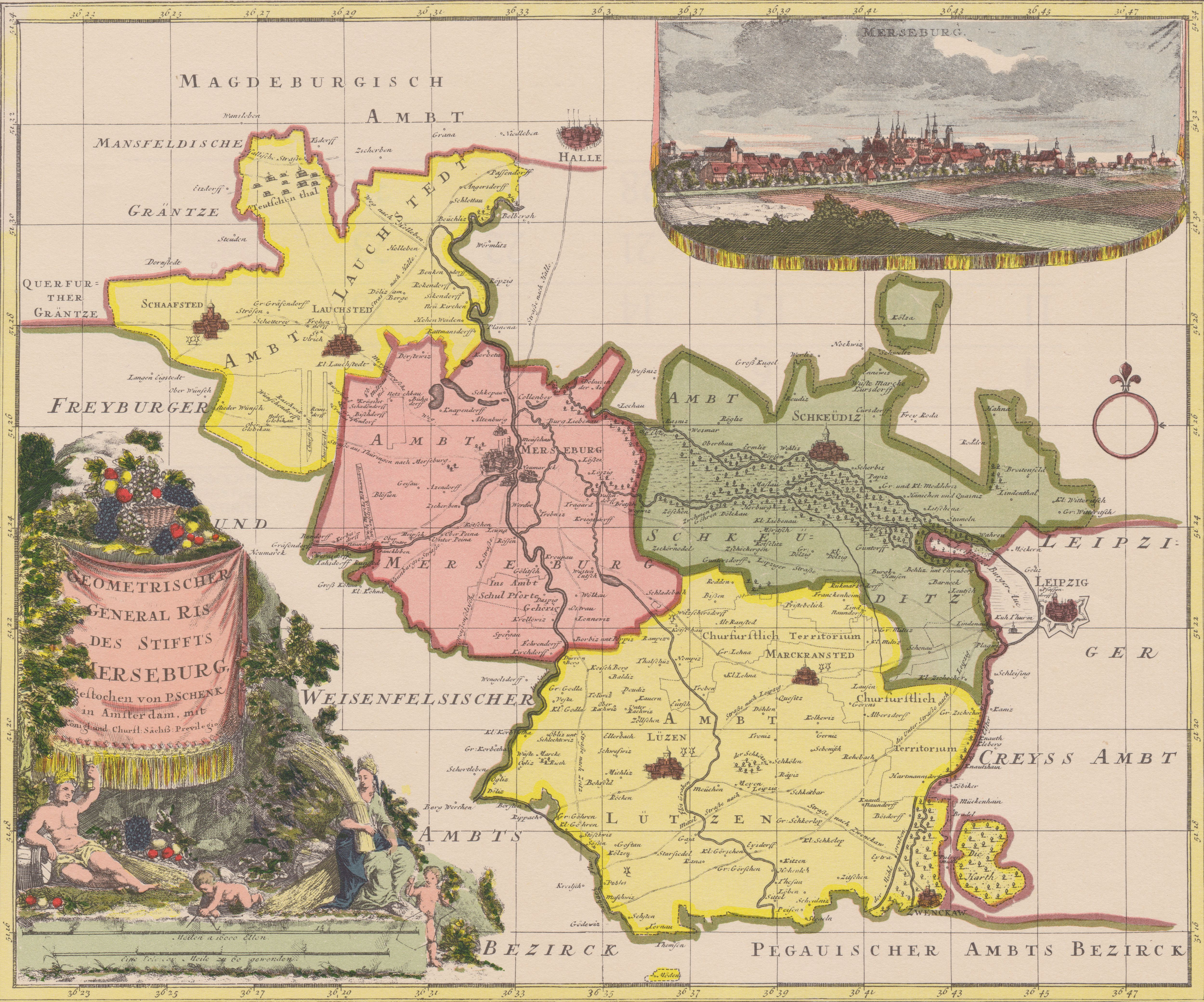
Die Ämter Lauchstädt, Merseburg, Schkeuditz und Lützen um 1740

Das Amt Schkeuditz war eine zum Hochstift Merseburg und zwischen 1656/57 und 1738 zum Sekundogenitur-Fürstentum Sachsen-Merseburg gehörige territoriale Verwaltungseinheit des Kurfürstentums Sachsen. Bis zur teilweisen Abtretung an Preußen im Jahr 1815 bildete es den räumlichen Bezugspunkt für die Einforderung landesherrlicher Abgaben und Frondienste, für Polizei, Rechtsprechung und Heeresfolge.

## Geographische Lage
Das Amt Schkeuditz lag in der Leipziger Tieflandsbucht. Es wurde von der Weißen Elster und der Luppe durchflossen. 
Das Gebiet des Amts liegt heute aufgrund der Teilung von 1815 und der Kreisreform der DDR im Jahr 1952 in den Bundesländern Sachsen (Stadt Leipzig, Landkreis Nordsachsen) und Sachsen-Anhalt (Saalekreis).

## Angrenzende Verwaltungseinheiten
| Saalkreis (Erzstift Magdeburg bzw. ab 1680 preußisches Herzogtum Magdeburg) | Amt Delitzsch (Kurfürstentum Sachsen)       |                                          |
| Amt Merseburg (Sachsen-Merseburg)                                           | Kompassrose, die auf Nachbargemeinden zeigt | Kreisamt Leipzig (Kurfürstentum Sachsen) |
|                                                                             | Amt Lützen (Sachsen-Merseburg)              |                                          |

Das Amt grenzte im Süden außerdem an eine Exklave des Kreisamts Leipzig.

## Geschichte
Die Stadt Schkeuditz wurde im Jahre 981 erstmals unter dem Namen „scudici“ als Pfarrkirche im Bistum Merseburg urkundlich erwähnt. 1271 wurde Schkeuditz und das umliegende Gebiet vom Markgrafen von Landsberg an das Bistum Merseburg verkauft, welches dem Ort Schkeuditz 1436 auch die Stadtrechte verliehen hat.
Das Amt Schkeuditz war somit seit dem 13. Jahrhundert ein bischöfliches Amt des Hochstifts Merseburg. Nach der Leipziger Teilung 1485 wurde das Amt zum Einflussbereich der albertinischen Linie der Wettiner gerechnet. Durch die Säkularisation des Bistums Merseburg gelangte das Bistum mit seinen Ämtern im Jahr 1547 an das Kurfürstentum Sachsen und wurde 1561 kursächsisches Nebenland. 
Von 1657 bis 1738 gehörte das Amt Schkeuditz zum wettinischen Sekundogenitur-Herzogtum Sachsen-Merseburg.
Im Dreißigjährigen Krieg wurde Schkeuditz zwölfmal niedergebrannt und neunmal geplündert. Im Siebenjährigen Krieg war die Stadt von Preußen besetzt und hatte Abgaben an das preußische Militär zu entrichten. 1813 war der Leipziger Raum ein wichtiger Schauplatz der Befreiungskriege, weshalb Schkeuditz mehrfach von Preußen, Franzosen oder Russen belagert wurde. 
Nach der Niederlage Napoleons und des mit ihm verbündeten Königreichs Sachsen (seit 1806 Königreich) musste dieses nach Beschluss des Wiener Kongresses im Jahr 1815 einen großen Teil seines Gebietes an das Königreich Preußen abtreten. Das Amt Schkeuditz wurde dabei geteilt. Der größere Westteil mit der Stadt Schkeuditz wurde der preußischen Provinz Sachsen (Kreis Merseburg) angegliedert, der kleinere Ostteil verblieb beim Königreich Sachsen und kam an das Amt Leipzig. Der Schkeuditzer Anteil von Hayna wurde mit dem Leipziger Anteil dem preußischen Kreis Delitzsch zugewiesen, zu dem auch die Exklave Kölsa kam.

## Zugehörige Orte

### Orte im heutigen Freistaat Sachsen
Stadt (1815 an Preußen abgetreten)
- Schkeuditz mit der Burg Schkeuditz

Dörfer, die 1815 bei Sachsen verblieben
| - Böhlitz - Breitenfeld - Burghausen - Großdölzig - Kleindölzig | - Ehrenberg - Gundorf mit den Gütern Barneck und Neuscherbitz - Hänichen - Leutzsch - Lindenthal | - Lützschena - Quasnitz - Rückmarsdorf - Schönau - Stahmeln | - Wahren - Großwiederitzsch - Kleinwiederitzsch |

Dörfer, die 1815 an Preußen abgetreten wurden
| - Altscherbitz - Cursdorf - Ennewitz - Hayna (anteilig) - Kleinliebenau | - Kölsa (Exklave im Amt Delitzsch) - Modelwitz - Papitz - Wehlitz |

### Orte im heutigen Land Sachsen-Anhalt
Dörfer, die 1815 an Preußen abgetreten wurden
| - Beuditz - Dölkau - Ermlitz - Göhren - Günthersdorf | - Horburg - Kötzschlitz - Maßlau - Möritzsch - Oberthau | - Raßnitz - Röglitz - Rübsen - Wegwitz - Weßmar | - Zöschen - Zscherneddel - Zschöchergen - Zweimen |